# Caoshan Benji
Caoshan Benji (in cinese 曹山本寂S; in coreano 조산 본적?, Chosen PonjokLR; traslitterato dal giapponese come Sozan Honjaku e dal vietnamita come Tao Sòn Bàn Tich; Putian, 840 – 901) è stato un maestro zen cinese, riconosciuto come patriarca della scuola Chan Caodong.

## Biografia
Caoshan Benji nacque a Putian, nella provincia del Fujian.
In gioventù studiò il Confucianesimo, e lasciò la propria casa a 19 anni per entrare nel monastero Lingshi a Fuzhou.
A 25 anni, però, divenne monaco e discepolo del maestro Chan Dongshan Liangjie, l'altro maestro ritenuto fondatore della scuola Chan Caodong. Dopo pochi anni, ricevuta la Trasmissione del Dharma dal suo maestro, Benji partì per fondare un proprio monastero, che chiamò Caoshan (monte Cao) in onore del luogo di pratica del patriarca Huineng, il Laoxi. Proprio da ciò derivò il nome postumo con cui venne riconosciuto successivamente.
Grazie all'insegnamento ed alla diffusione dei Cinque Ranghi di Dongshan, egli diede alla scuola del suo lignaggio quelle caratteristiche peculiari grazie alle quali la scuola discendente dal suo lignaggio si sarebbe evoluta differentemente dalla maggioranza delle scuole Linji.
Nel 901 Caoshan chiese al capo dei monaci del suo monastero "Che giorno è oggi?"
Il monaco rispose "Oggi è il quindicesimo giorno del sesto mese."
Caoshan ribatté "Nel corso della vita, quando vagabondavo a piedi, non ho alloggiato in un posto per più di novanta giorni."
La mattina dopo il maestro Caoshan morì. I discepoli costruirono uno stupa per le sue reliquie.
Lasciò come eredi 14 maestri, tra cui il più importante fu  Yunju Daoying.